# 政党優位論
政党優位論（せいとうゆういろん）は、特に日本の戦後政治について、官僚よりも政党（与党）の方が政策決定で優位に影響力を行使しているとする、政治学および行政学における説明モデルのこと。主な論者は行政学者の村松岐夫。対義語は官僚優位論。

## 概要
日本の官僚組織は、戦前から「天皇の官吏」として大きな影響力を保持し、GHQによる間接統治のため戦後改革でも解体を免れた。官僚優位論は、このような戦前と戦後の連続性を強調している。
一方、政党優位論は政策過程分析やインタビュー調査などを通じて官僚優位論に疑問を投げかけ、以下のように反論する。第1に、日本国憲法が国会を「国権の最高機関」と位置づけたことは、官僚に対して主導権を握る正統性を政治家に与えている。第2に、55年体制で自由民主党政権が安定し長期化し、自民党が与党としての正統性を獲得した。第3に、与党議員は徐々に政策知識を蓄積し、1960年代頃から官僚をコントロールするようになっている。
このように政党優位論は、戦前と戦後の断絶に力点を置いている。また、与党による利害調整を重視する点で、政党優位論は多元主義とも親和的である。
なお、官僚に対する政党の優位を村松とは別に論じた例としては、猪口孝と岩井奉信による族議員研究や、J・マーク・ラムザイヤーとフランシス・ローゼンブルースによるプリンシパル＝エージェント理論を用いた研究などが挙げられる。

## 経緯
政党優位論の代表的な研究としては、京都大学教授（当時）の村松岐夫による『戦後日本の官僚制』（1981年）が挙げられる。これは、東京大学系列の行政学者である辻清明や西尾勝が唱え、当時主流であった官僚優位論と半ば対立・補完する概念であり、異色のものであった。
また、官僚優位論が1950年代から1960年代にかけて研究が進められたのに対して、族議員が登場した1970年代を踏まえて政党優位論が展開されたことは、両者が異なる説明モデルを提示する原因の1つである。ただし、政党優位論によって官僚優位論が完全に葬り去られたわけではない。たとえば1980年代には、セオドア・ローウィの政策類型論から刺激を受けて、官僚優位なのか政党優位なのかは政策領域によっても異なることを示唆する研究も登場している。
ちなみに、欧米における政官関係の研究としてはジョエル・アバーバックの研究が挙げられる。彼は、政策過程における官僚の役割はもともと「政策実施」に限定されていたが、それが次第に拡張し、従来は政治家の役割であった「政策形成」「利害調整」「政策理念の提示」も政治家と官僚によって共有するようになっていると論じている。それとの対比で言えば、日本の政官関係は欧米の逆方向に進展してきたと言える。